# Viktor Bodó
Viktor Bodó, född 4 juli 1978 i Budapest, är en ungersk teaterregissör.

## Biografi
Efter studier i skådespeleri 1997-2000 och regi 2000-2003 vid Budapests teaterakademi Színház- és Filmművészeti Egyetem engagerades Viktor Bodó som skådespelare vid Árpád Schillings teatergrupp Krétakör Színház. Hans genombrott som regissör kom 2006 när han regisserade sin egen adaption av Franz Kafkas Processen på Katona József Színház i Budapest. 2006 gjorde han också sin första produktion på Schauspielhaus Graz i österrikiska Graz och efter det har han regisserat på flera ledande tyskspråkiga teatrar: Schauspiel Köln, Staatstheater Mainz, Volkstheater, Wien och Theater Heidelberg. 2008 grundade han sin egen teatergrupp Szputnyik Shipping Company i Budapest. Hans uppsättningar har varit inbjudna till flera festivaler: Festspelen i Salzburg 2009, Berliner Theatertreffen 2010 med flera. Bland priser han tilldelats kan nämnas Nestroy-Theaterpreis 2008 och det europeiska teaterpriset Premio Europa New Theatrical Realities 2016. 2006 gästspelade hans uppsättning av Processen på Tampereen Teatterikesä (Tammerfors Teatersommar) och 2007 gästspelade den på Det Norske Teatret i Oslo.